# Graham Island (Haida Gwaii)
Graham Island (Haida Haida Gwaii ‚Land der Haida‘) ist die Hauptinsel der Haida Gwaii, einer Inselgruppe vor der Nordwestküste der kanadischen Provinz British Columbia im Pazifischen Ozean. Sie ist die zweitgrößte Pazifikinsel der Provinz und erhielt ihren Namen 1853 durch den Kapitän der britischen Royal Navy James Prevost, der sie nach dem britischen Staatsmann und damaligen ersten Lord der Admiralität James Graham benannte.
Am 22. August 1949 um 08:01 (PDT) wurde die Insel durch das Erdbeben vor den Queen Charlotte Islands erschüttert, welches eine Stärke von 8,1 auf der Momenten-Magnituden-Skala erreichte und das bisher stärkste sicher gemessene Erdbeben in der kanadischen Geschichte war. Es hatte sein Epizentrum östlich von Graham Island in der Queen-Charlotte-Verwerfung.

## Geographische Lage
Die Insel besitzt eine Fläche von 6361 km² bei einer Küstenlänge von 1106 km. Der höchste Punkt auf der Insel, Mount La Pérouse, liegt im südwestlichen Teil der Insel und erreicht eine Höhe von 1127 m, womit die Insel zu den höchsten Inseln der Erde gehört. Der Skidegate Channel, eine schmale Meerenge im Süden, trennt sie von der zweiten Hauptinsel, Moresby Island (Haida: Gwaii Hanas).
Die Hecate Strait, die Graham Island vom Festland British Columbias trennt, erreicht zwischen Rose Spit und Stephens Island ihre schmalste Stelle mit einer Breite von etwa 55 Kilometer.

## Bevölkerung
Ein Großteil der Einwohner siedelt in den folgenden sechs Siedlungen:
- Juskatla – Holzfäller-Siedlung mit etwa fünf Einwohnern
- Masset – etwa 800 Einwohner am Ende des Highway 16, dem Yellowhead Highway
- Port Clements – etwa 280 Einwohner
- Daajing Giids (früher: Queen Charlotte City) – etwa 850 Einwohner
- Skidegate – Haida-Gemeinde mit etwa 840 Einwohnern und Ort des Inselfährhafens der BC Ferries
- Tlell – Siedlung am Südende des Naikoon Provincial Park mit etwa 220 Einwohnern

Ein Großteil der Einwohner gehört dem Volk der Haida an, in Skidegate und Old Masset befinden sich die Tribal Centre des Councils der Haida Nation.

## Infrastruktur
Der Service der BC Ferries stellt eine Verbindung zwischen Skidegate und Prince Rupert sowie Skidegate und Alliford Bay auf Moresby Island zur Verfügung.
Der British Columbia Highway 16, der Yellowhead Highway, ist die einzige Straße von überregionaler Bedeutung, darüber hinaus gibt es einige unbefestigte Straßen, welche sich größtenteils auf den Südosten der Insel konzentrieren.
Neben mehreren anderen Schutzgebieten (z. B. verschiedenen Ecological Reserve) finden sich mit dem Naikoon Provincial Park und dem Pure Lake Provincial Park auch zwei Provincial Park auf der Insel.